# KFUMs Idrætsforbund
KFUMs Idrætsforbund (eller KFUM Idræt) er en tværidrætslig landsorganisation for idrætsforeninger med tilknytning til den kristne KFUM og KFUK-bevægelse og har fokus på bredde-idræt frem for elitesport. Forbundet, hvis forbundskontor er placeret i Vejle, er medlem af Danmarks Idræts-Forbund (DIF) og European Sport YMCA og afholder hvert år egne KFUM-mesterskaber og deltager med landshold indenfor de enkelte idrætsgrene (bl.a. håndbold, fodbold, volleyball, badminton og bordtennis) i internationale turneringer.

## Forbundets historie
Den selvstændige samlende organisation blev stiftet den 11. august 1918 med udspring i KFUM og KFUK-bevægelserne i Danmark og tæller i dag 141 foreninger med i alt 7.612 medlemmer fordelt på 3.655 mænd og 3.957 kvinder (pr. 2016). I 1947 blev man optaget som tværgående specialforbund under Danmarks Idræts-Forbund (DIF), idet forbundet omfatter idrætsgrene, der i forvejen er repræsenteret i et specialforbund under DIF. Som tværgående specialforbund har KFUMs Idrætsforbund ikke samme beføjelser som et specialforbund, hvilket betyder tale- men ikke stemmeret i en række DIF organer.
KFUMs Idrætsforbund oprettede i 1958 landets første idrætsungdomsskole, Hellebjerg Idrætsefterskole.
Den 14. maj 2007 vedtog man enstemmigt på en repræsentantskabsmøde at slette "i Danmark" fra forbundets navn, tidligere KFUMs Idrætsforbund i Danmark (forkortet KFUM ID), på baggrund af et forslag fra forbundsbestyrelsen om at forenkle og modernisere det officielle navn lidt. Navnet var forinden allerede indarbejdet i forbundets blå-hvide logo med cirklen og trekant i centrum.

### Bestyrelsesformænd
1918 Budolf Billund
1923 Jens Engberg
1947 Ewald Christiansen
1950 Andreas Andersen
1953 Ewald Christiansen
1956 H. C. Pedersen
1959 Orla Møller
1962 Fr. U Hauvinkel
1962 Inger Engberg
1971 Frands Orla Nielsen
1984 Preben Staun
1990 Orla Petersen
2010 Frans Hammer
2014 Bo Tolstrup
2015 Frans Hammer
2016 Kasper Jepsen

## Ekstern kilde/henvisning
- KFUMs Idrætsforbunds officielle hjemmeside